# Elisabeth Schnell (Politikerin)
Elisabeth Schnell (* 27. Oktober 1932 in Sontheim, Landkreis Dillingen an der Donau) ist eine deutsche Politikerin (CSU).
Nach ihrer Ausbildung zur Katechetin und Seelsorgehelferin war Schnell drei Jahre in diesem Beruf tätig. Sie war danach Referentin beim Katholischen Deutschen Frauenbund und Referentin für Mitgliedschaft beim Diözesancaritasverband Augsburg. Ab 1974 war sie ehrenamtliche Vorsitzende der Katholischen Arbeitsgemeinschaft für Müttererholung in Bayern.
Am 6. Mai 1974 rückte Schnell für den ausgeschiedenen Franz Schick in den Bayerischen Landtag nach, dem sie bis 1982 angehörte. Am 28. April 1988 rückte sie wieder in den Landtag nach, diesmal für Karl Vogele.